# World Violation Tour
World Violation Tour - одинадцятий концертний тур британської групи Depeche Mode.

## Треклист
1. Kaleid
2. World in My Eyes
3. Halo
4. Shake the Disease
5. Everything Counts
6. Master and Servant
7. Never Let Me Down Again
8. Waiting for the Night
9. Виступ Мартіна Гора
  - I Want You Now
  - Here Is the House
  - Little 15
10. Виступ Мартіна Гора
  - World Full of Nothing
  - Blue Dress
  - Sweetest Perfection
11. Clean
12. Stripped
13. Policy of Truth
14. Enjoy the Silence
15. Strangelove
16. Personal Jesus
17. Black Celebration
18. A Question of Time
19. Behind the Wheel
20. Route 66

## Концерти
1. 28 травня 1990 - Пенсакола (США)
2. 30 травня 1990 - Орландо (США)
3. 31 травня 1990 - Маямі (США)
4. 2 червня 1990 - Тампа (США)
5. 4 червня 1990 - Атланта (США)
6. 6 червня 1990 - Колумбія (США)
7. 8 червня 1990 - Саратога- Спрінгс  (США)
8. 9 червня 1990 - Менсфілд (США)
9. 10 червня 1990 - Менсфілд (США)
10. 13 червня 1990 - Філадельфія (США)
11. 14 червня 1990 - Філадельфія (США)
12. 16 червня 1990 - Іст-Резерфорд (США)
13. 18 червня 1990 - Нью-Йорк (США )
14. 21 червня 1990 - Монреаль (Канада )
15. 22 червня 1990 - Торонто (Канада)
16. 23 червня 1990 - Піттсбург (США)
17. 25 червня 1990 - Цинциннаті (США)
18. 26 червня 1990 - Клівленд (США)
19. 28 червня 1990 - Кларкстон (США)
20. 29 червня 1990 - Кларкстон (США)
21. 30 червня 1990 - Мілвокі (США)
22. 2 липня 1990 - Чикаго (США)¹
23. 3 липня 1990 - Чикаго (США)
24. 5 липня 1990 - Х'юстон (США)
25. 6 липня 1990 - Х'юстон (США)
26. 8 липня 1990 - Даллас (США)
27. 9 липня 1990 - Даллас (США)
28. 11 липня 1990 - Денвер (США)
29. 12 липня 1990 - Денвер (США)
30. 14 липня 1990 - Калгарі (Канада)
31. 16 липня 1990 - Ванкувер (Канада)
32. 18 липня 1990 - Портленд (США)
33. 20 липня 1990 - Mountainview (США)
34. 21 липня 1990 - Mountainview (США)
35. 22 липня 1990 - Сакраменто (США)
36. 25 липня 1990 - Солт-Лейк-Сіті (США)
37. 27 липня 1990 - Фінікс (США)
38. 28 липня 1990 - Сан-Дієго (США)
39. 29 липня 1990 - Сан-Дієго (США)
40. 31 липня 1990 - Сан-Дієго (США)
41. 1 серпня 1990 - Universal City (США)
42. 4 серпня 1990 - Лос-Анджелес (США)
43. 5 серпня 1990 - Лос-Анджелес (США)
44. 31 серпня 1990 - Сідней (Австралія )
45. 4 вересня 1990 - Фукуока (Японія )
46. 6 вересня 1990 - Кобе (Японія)
47. 8 вересня 1990 - Канадзава (Японія)
48. 9 вересня 1990 - Нагоя (Японія)
49. 11 вересня 1990 - Токіо (Японія)
50. 12 вересня 1990 - Токіо (Японія)
51. 28 вересня 1990 - Брюссель (Бельгія )
52. 29 вересня 1990 - Дортмунд (Німеччина )
53. 30 вересня 1990 - Дортмунд (Німеччина)
54. 2 жовтня 1990 - Копенгаген (Данія )
55. 3 жовтня 1990 - Копенгаген ( Данія )
56. 5 жовтня 1990 - Гетеборг (Швеція )
57. 6 жовтня 1990 - Стокгольм (Швеція)
58. 8 жовтня 1990 - Франкфурт (Німеччина)
59. 9 жовтня 1990 - Ганновер (Німеччина)
60. 11 жовтня 1990 - Ліон (Франція )
61. 12 жовтня 1990 - Цюрих (Швейцарія )
62. 14 жовтня 1990 - Франкфурт (Німеччина)
63. 15 жовтня 1990 - Штутгарт (Німеччина)
64. 17 жовтня 1990 - Мюнхен (Німеччина)
65. 21 жовтня 1990 - Париж  (Франція )
66. 22 жовтня 1990 - Париж (Франція)
67. 23 жовтня 1990 - Париж (Франція)
68. 25 жовтня 1990 - Лілль (Франція )
69. 26 жовтня 1990 - Роттердам (Нідерланди )
70. 28 жовтня 1990 - Гамбург (Німеччина)
71. 29 жовтня 1990 - Гамбург (Німеччина)
72. 31 жовтня 1990 - Берлін (Німеччина)
73. 1 листопада 1990 - Берлін (Німеччина)
74. 3 листопада 1990 - Страсбург (Франція)
75. 5 листопада 1990 - Барселона (Іспанія )
76. 7 листопада 1990 - Мадрид (Іспанія)
77. 9 листопада 1990 - Марсель (Франція)
78. 11 листопада 1990 - Мілан (Італія)
79. 12 листопада 1990 - Рим (Італія)
80. 14 листопада 1990 - Бордо (Франція )
81. 15 листопада 1990 - Бордо (Франція)
82. 17 листопада 1990 - Брест (Франція)
83. 19 листопада 1990 - Лондон (Велика Британія )
84. 20 листопада 1990 - Лондон (Велика Британія)
85. 22 листопада 1990 - Бірмінгем (Велика Британія)
86. 23 листопада 1990 - Лондон (Велика Британія)
87. 26 листопада 1990 - Бірмінгем (Велика Британія)
88. 27 листопада 1990 - Бірмінгем (Велика Британія)

¹ - два концерти протягом дня